# Лев Толстой (Липецька область)
Лев Толстой (рос. Лев Толстой) — селище (з 1927 до 2005 — селище міського типу) у Лев-Толстовському районі Липецької області Російської Федерації. Адміністративний центр району.
Населення становить 8499 осіб. Належить до муніципального утворення Лев-Толстовська сільрада.

## Історія
З 13 червня 1934 до 26 вересня 1937 року у складі Воронезької області, у 1937-1954 роках — Рязанської області. Відтак входить до складу Липецької області.
Згідно із законом від 2 липня 2004 року №114-оз органом місцевого самоврядування є Лев-Толстовська сільрада.

## Населення
| 1959  | 1970  | 1979  | 1989  | 2002  | 2005  | 2010  |
| ----- | ----- | ----- | ----- | ----- | ----- | ----- |
| 7737  | ↗7974 | ↗8292 | ↗9139 | ↘9035 | ↘8800 | ↘8650 |
| 2012  | 2013  | 2014  | 2015  | 2016  | 2017  | 2018  |
| ↘8629 | ↘8607 | ↘8579 | ↘8540 | ↘8457 | ↗8516 | ↘8499 |